# Pollucit
Pollucit (Pollux), med formeln Cs(Si2Al)O6 .nH2O, är ett vanligtvis färglöst, vattenhaltigt silikatmineral som innehåller cesium, med järn, kalcium, rubidium och kalium, som gemensamma ersättande element.

## Egenskaper
Pollucit bildar en fast lösningsserie med analcim. Det kristalliserar i isometrisk - hexoctahedrala kristallsystem som färglösa, vita, gråta, eller sällan rosa och blå massor. Välbildade kristaller är sällsynta. Det har en Mohs-hårdhet av 6,5 och en specifik vikt av 2,9. De har ett sprött brott och ingen klyvning.

## Förekomst
Pollucit beskrevs först av August Breithaupt 1846 efter upptäckt på ön Elba, Italien. Det namngavs till Pollux, tvilling till Castor på grund av att det ofta finns i samband med petalit (tidigare känt som castorit). Det höga cesiuminnehållet missades vid den första analysen av Karl Friedrich Plattner 1848, men efter upptäckten av cesium 1860, kunde en andra analys 1864 visa den höga cesiumhalten i pollucit.
Dess typiska förekomst är i litiumrika granitpegmatiter i förening med kvarts, spodumen, petalit, amblygonit, lepidolit, elbait, kassiterit, kolumbit, apatit, eukryptit, muskovit, albit och mikroklin.
Större kända förekomster finns i Italien, Maine, Kina och Kanada. I Sverige har mineralet påträffats i pegmatiteter vid bl. a. Varuträsk i Västerbotten.

## Användning
Omkring 82% av världens kända reserver av pollucit förekommer i närheten Bernic Lake i Manitoba, Kanada, där det bryts för dess cesiumhalt för användning vid oljeborrning. Denna malm har ca 20 vikt-% cesium.

### Allmänna källor
- Carlquist, Gunnar, red (1937). Svensk uppslagsbok. Band 21. Malmö: Svensk Uppslagsbok AB. sid. 951
- Bra Böckers lexikon, 1978